# Monstrosity
A Monstrosity egy amerikai death metal zenekar, mely Fort Lauderdaleban (Florida) alakult 1990-ben. Zenéjük az amerikai irányultságú brutális és komplex death metalt képviseli. A zenekar vezetője és egyetlen állandó tagja Lee Harrison dobos, aki mellett számtalan zenész megfordult az évek során. Ezek közül később sokan felbukkantak a Cynic, Malevolent Creation, Cannibal Corpse, Capharnaum és Hate Plow zenekarokban. Lee Harrison saját kiadót alapított Conquest Music néven.

## Történet
1991-ben adták ki első demójukat Horror Infinity címmel. A demot hamarosan szétküldték a fontosabb kiadóknak, így végül a Nuclear Blast leszerződtette őket, és megjelent a debütáló Imperial Doom album. A lemezkiadást európa turné követett, majd  Mexikóban, Chicagóban, New Yorkban, és Floridában koncerteztek, ahol olyan zenekarok társaságában léptek fel, mint a Pantera a Deicide vagy az Obituary.
Az 1992-es debütáló Imperial Doom és az 1996-os Millennium albumokon  George „Corpsegrinder” Fisher énekelt, míg később nem lett a Cannibal Corpse tagja. Helyét Jason Avery vette át. Már az ő hangjával jelentek meg az In Dark Purity (1999), az Enslaving the Masses (2001-válogatás), és a Rise to Power (2003) albumok, melyek révén nemzetközi sikerre tettek szert death metal körökben.
2005 decemberében Jason Avery-t Brian Werner váltotta fel, aki a zenekar 2006-os turnéin szerepelt, lemez nem készült vele.
2006 decemberében Brian Werner-t Mike Hrubovcak (Divine Rapture, Imperial Crystalline Entombment, Vile,  váltotta fel, akivel kiadták 2007-ben a Spiritual Apocalypse című legutóbbi lemezüket. Az album már a Metal Blade égisze alatt látott napvilágot.

## Diszkográfia

### Stúdióalbumok
- Imperial Doom (1992)
- Millennium (1996)
- In Dark Purity (1999)
- Rise to Power (2003)
- Spiritual Apocalypse (2007)
- The Passage of Existence (2018)

### EP-k és kislemezek
- Burden of Evil (1991)
- Darkest Dream (1992)

### Válogatáslemezek
- Enslaving the Masses (2001)

### Koncertlemezek
- Live Extreme Brazilian – Tour 2002 (2003)
- 10 Years Of Nuclear Blast (1997)

### Demók
- Horror Infinity (1991)

## Fordítás
- Ez a szócikk részben vagy egészben  a   Monstrosity című angol Wikipédia-szócikk fordításán alapul.  Az eredeti cikk szerkesztőit annak laptörténete sorolja fel. Ez a jelzés csupán a megfogalmazás eredetét és a szerzői jogokat jelzi, nem szolgál a cikkben szereplő információk forrásmegjelöléseként.